# Biscoitos
Biscoitos è una freguesia portoghese di poco più di 1.400 abitanti situata nella regione autonoma delle Azzorre. Sorge sulla costa settentrionale dell'isola di Terceira e amministrativamente fa parte del comune di Praia da Vitória.
Per via della loro origine vulcanica, i terreni su cui sorge il villaggio sono molto adatti alla coltivazione della vite, motivo per cui il vino di Biscoitos è un prodotto molto diffuso e di buona qualità. A Biscoitos, non a caso, nel 1990 è stato inaugurato il Museo del Vino (Museu do Vinho dos Biscoitos in Portoghese).
Biscoitos è altresì nota per le sue piscine naturali di roccia lavica, in cui è possibile fare il bagno.